# Camponotus toussainti
Camponotus toussainti är en myrart som beskrevs av Wheeler och Mann 1914. Camponotus toussainti ingår i släktet hästmyror, och familjen myror. Inga underarter finns listade.